# Saturnino (console 264)
Saturnino (latino: Saturninus; fl. 264) è stato un politico romano, console dell'Impero.
Di Saturnino si sa che fu console posterior nel 264, assieme all'imperatore Gallieno. Alcuni storici lo identificano con un ufficiale dell'imperatore Aureliano citato in un rescritto (Codice giustinianeo, V.72.2), altri con Gaio Giusto Sallustio Saturnino Fortunaziano, legato di Numidia.